# Enfield, New South Wales
Enfield este o suburbie în Sydney, Australia.